# اوتالانژکا
اوتالانژکا (به لهستانی:  Otalążka) یک روستا در لهستان است که در گمینا موگیلنگتسا واقع شده‌است.